# Shiva (Himalaya)
Der Shiva (auch Bahai Jar) ist ein Berg im Süden des Kishtwar-Himalayas, einer Gebirgsregion im Westhimalaya.
Der 6142 m hohe Berg befindet sich im Distrikt Chamba im indischen Bundesstaat Himachal Pradesh nördlich des Flusstals des Chanab.

## Besteigungsgeschichte
Die Erstbesteigung des Shiva gelang im Jahr 1973 einer japanischen Expedition (Noritoshi Kato, Toshiki Takeuchi und Manhyal Sherpa) über den Südgrat.
Am 19. August 1975 gelang einer zweiten japanischen Expedition (Takaharu Suzuki, Yoshinori Yatsu, Yoshifumi Ogino, Koyo Kawasaki und Hiroaki Kaneda) die Besteigung des Berges über den Südwestgrat.
1988 erreichte eine reine Frauenbergsteigergruppe aus Japan den Gipfel über den Westgrat.
Am 11. Oktober 2012 bestiegen Mick Fowler und Paul Ramsden den Shiva über den Nordostpfeiler (North-east buttress), welchen sie einfach „Bug des Shiva“ (Prow of Shiva) tauften. Für diese Leistung erhielten die beiden Kletterer die Auszeichnung Piolet d’Or.